# Genotina adamii
Genotina adamii é uma espécie de gastrópode do gênero Genotina, pertencente a família Mangeliidae.